# Мур (геральдика)
У геральдиці мур - негеральдична фігура, що можлива у всіх геральдичних тинктурах.
Подібно до хреста, фігура виглядає у двох формах - фігурі та поділі. В основному ділянка муру повинна бути впізнаваною. Ділянка стіни зображена на гербі як загальна фігура. Або ряди каменів стають коротшими до верху, або малюнок має ромбоподібне зображення, тому нижній і верхній ряди найкоротші до середнього ряду каменів. Важливо, щоб стики чітко виділялися, інакше вони мають бути виділені чорним кольором, незалежно від кольору. Стіна також може бути лудженою, ступінчастою або зламаною. Вежа може стояти посередині або збоку.
Те саме стосується фігури, коли вона торкається краю щита, піднімається від основи щита і стає зображенням поля. За відсутності стіни слід описати лише щитовий відділ зі східцевим зрізом, також як відкритий стіновий фронтон або главу герба. Чіткий крок кладки називається настінним фронтоном.
На стіні можуть бути різні речі, або геральдичні тварини, що стоять, бігають або виникають.
Герб Мауер (Баден) - це промовистий герб.
Різниця між стіною та замком у геральдиці полягає в тому, що в гербі замку завжди повинні бути брама (з порткулісом або чи нього) або двері в стіні.

## Приклади

Поділ зубцями, що утворює мур
Мур з кладкою (Бауцен (район))
Промовистий герб (Мауер (Баден))
Мур як геральдична фігура (Севше (комуна))
Мур з брамою (Новгород-Сіверський)
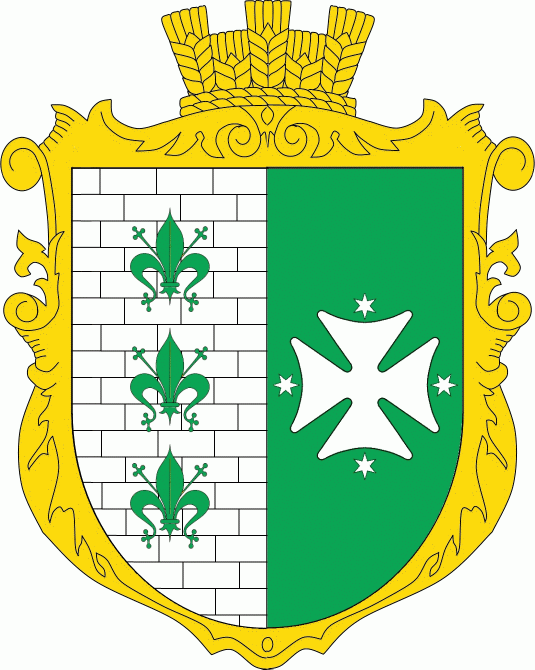
Мур як півполе Муроване (Сокальський район)
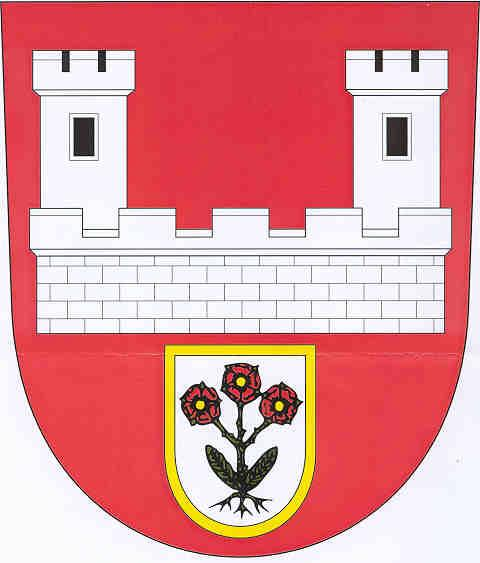
Зубчатий мур з двома вежами
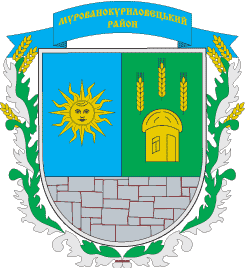
Мур як основа (Герб Мурованокуриловецького району)
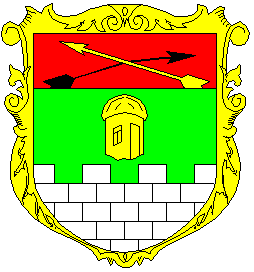
Мур із зубцями як основа (Муровані Курилівці)
Пірамідальний мур
Ступінчастий фронтон з вікном (Платтенбург)
Мур із маяком (Зассніц)